# Обручево (Калінінградська область)
Обручево (рос. Обручево) — селище Німанського району, Калінінградської області Росії. Входить до складу Жилінського сільського поселення.
Населення —  40 осіб (2015 рік). 